# 구글 플레이
구글 플레이(영어: Google Play) 또는 Play 스토어는 음악, 동영상, 책, 안드로이드 응용 프로그램, 게임을 포함한 온라인 스토어와 클라우드 미디어 플레이어를 아우르는 구글의 디지털 콘텐츠 서비스이다. 구글 플레이는 구글이 기존의 안드로이드 마켓과 구글 뮤직 서비스의 상표를 새로 변경하면서 2012년 3월에 도입되었다. 구글 플레이를 통해 안드로이드 응용 프로그램을 받을 경우, 애플의 앱 스토어와는 달리 구글의 정책에 따라 사용자가 구입한 지 2시간 이내에 다운로드한 응용 프로그램의 환불을 요구하면 구매 금액을 모두 환불해 주어야 한다.

## 제품

### 안드로이드 애플리케이션

구글 플레이를 이용할 수 있는 국가

전 세계에서 무료 애플리케이션 설치가 가능하다. 129개 국가에서 유료로 구입할 수 있다. 애플리케이션은 디바이스에서 설치하거나 인터넷에서 설치할 수 있다. 사용자가 자동 업데이트를 지정하면 애플리케이션이 자동적으로 업데이트한다.
| 년     | 월   | 애플리케이션 개수 | 다운로드 건수 |
| ------ | ---- | ----------------- | ------------- |
| 2009년 | 3월  | 2,300개           |               |
| 2009년 | 12월 | 16,000개          |               |
| 2010년 | 3월  | 30,000개          |               |
| 2010년 | 4월  | 38,000개          |               |
| 2010년 | 8월  | 80,000개          | 10억건        |
| 2010년 | 10월 | 100,000개         |               |
| 2011년 | 5월  | 200,000개         | 30억건        |
| 2011년 | 7월  | 250,000개         | 60억건        |
| 2011년 | 10월 | 319,000개         |               |
| 2011년 | 12월 | 380,297개         | 100억건       |
| 2012년 | 1월  | 400,000개         |               |
| 2012년 | 2월  | 450,000개         |               |
| 2012년 | 5월  | 500,000개         |               |
| 2012년 | 6월  | 600,000개         | 200억건       |
| 2012년 | 9월  | 675,000개         | 250억건       |
| 2012년 | 10월 | 700,000개         |               |
| 2013년 | 2월  | 800,000개         |               |
| 2013년 | 4월  | 850,000개         | 400억건       |
| 2013년 | 5월  |                   | 480억건       |
| 2013년 | 7월  | 1,000,000개       | 500억건       |

### 플레이 무비 & TV
영화와 TV프로그램이 1000여 개가 있는데, 구글 플레이나 TV에서 볼 수가 있다.
사용 가능한 나라는 미국, 영국, 캐나다, 오스트레일리아, 일본, 스페인, 독일, 프랑스, 대한민국, 브라질, 러시아이다.
TV에피소드는 미국, 영국, 일본에서만 이용할 수 있다.

### 플레이 뮤직
2011년 12월 16일 구글은 구글 뮤직을 도입하였다. 구글 뮤직은 사용자가 20,000개의 자신이 소유한 곡을 무료로 저장할 수 있는 공간이자 음악을 구입 할 수 있는 온라인 음악 매장이며, 선택적인 상용 음악 스트리밍 서비스이다. 구글에 따르면, 현재 수백 곡의 무료 음악이 있고, 구매 할 수 있는 음악이 약 100만여 곡이다. 가격은 US$1.29, $0.99, $0.69, 무료이다. 음악은 구글 플레이 웹사이트나, 안드로이드 디바이스로 들을 수 있다.
클라우드 미디어 플레이어는 구글 2010 I/O때 잠깐 힌트가 나왔다. 구글 사회부문 수석부사장 빅 군도트라는 안드로이드 마켓에 음악 부문을 만들어서, 사용자들이 안드로이드 마켓을 통해 음악을 내려받을 수 있다고 말했다. 음악 스트리밍 서비스는 구글 2011 I/O에 뮤직 베타로 공개하였다. 공개 후에 초대를 받은 미국 거주자만 가능하였다. 지금은 미국 거주자 모두에게 공개되었다. 그러다 2020년에 유튜브 뮤직으로 통합되면서 사라졌다.
지금 사용 가능한 나라는 대한민국을 포함한 미국, 영국, 프랑스, 독일, 러시아, 이탈리아, 스페인, 스위스 등 21개국이다.

### 플레이 북
책이 약 4백만 권이 있다. 그 중 약 3백만권은 무료로 볼 수 있고, 약 수십 만개는 구매하여서 볼 수있다. 인터넷이나 안드로이드 애플리케이션을 통해 오프라인에서도 볼 수 있다.
사용 가능한 나라는 대한민국, 미국, 영국, 캐나다, 독일, 이탈리아, 스페인, 오스트레일리아, 일본, 프랑스, 브라질, 러시아, 인도이다.

### 플레이 패스
구독형 게임 서비스로, 미국에서 2019년 9월 23일 처음으로 출시했다.

### 기기
구글 I/O 2013에서, 안드로이드 4.2를 탑재한 갤럭시 S4 구글 플레이 에디션을 발표했다. 또한 HTC도 HTC 원 구글 플레이 에디션을 발표했다.
갤럭시 넥서스는 넥서스 4를 출시한 후로 판매를 중지하였다.

## 역사
구글 플레이가 나오기 전, 안드로이드 마켓은 2008년 8월 28일에 발표되어 2008년 10월 22일부터 이용이 시작되었다.
2009년 2월 중순부터 미국과 영국의 유료 응용 프로그램(애플리케이션)의 판매 지원이 시작되었다. 2009년 3월 13일부터 영국의 사용자들은 유료 응용 프로그램이 구매가 가능해졌다. 2009년 3월 17일, T-모바일의 안드로이드 마켓에는 2300개의 응용 프로그램이 존재했다. 2009년 3월 31일, 구글은 안드로이드 마켓에서 테더링기능을 포함한 애플리케이션을 퇴출시켰다. 그러나 구글은 나중에 T-모바일의 것들을 제외한 나머지 테더링 애플리케이션을 모두 복구했다.
2009년 12월 응용 프로그램의 개수는 2만 개를 돌파하였다. 2010년 5월 20일, T-모바일의 애플리케이션 또한 사용이 가능해졌다.
2010년 8월 응용 프로그램의 개수는 8만개로 꾸준히 증가했다. 누적 다운로드 건 수는 10억 건을 돌파했다. 2010년에는 1달에 1만개에 가까운 새로운 응용 프로그램들이 안드로이드 마켓에 등록되는 등, 높은 증가세를 보였다.
2010년 10월 25일에, 안드로이드 개발자 트위터 계정에서는 안드로이드 마켓에 10만개의 응용 프로그램이 등록되었다고 발표했다. 2010년 7월에 발표된 디스티모라는 회사의 조사 자료에 의하면, 안드로이드 마켓에 등록된 무료 응용 프로그램의 개수는 전체의 57%로, 애플의 앱 스토어의 무료 응용 프로그램의 비율이 28%로임에 비해 2배 정도 높은 수치이다. 그 밖에 노키아 오비 스토어와 블랙베리 앱 월드는 26%의 무료 응용 프로그램을 가지고 있었고, 윈도우의 마켓 플레이스는 고작 22%밖에 되지 않았다.
2010년 12월에는 사소한 업데이트가 진행되어, 마켓의 응용 프로그램 필터링이 더 강화되고, 유료 응용 프로그램의 환불 가능시간을 기존의 24시간 또는 48시간에서 15분으로 대폭 감소시켰다. 안드로이드 마켓의 UI가 변경되었다. 구글은 이번 업데이트는 안드로이드 1.6 이상의 모든 기기에 적용된다고 밝혔다.
2011년 2월에는 안드로이드 마켓 접근을 안드로이드 탑재 기기에 한하던 것을 웹을 통하여 거의 대부분의 기기에서 접근할 수 있도록 하였다. 2011년 5월에는 마켓에 "종합 순위", "개발자 순위", "인기 응용 프로그램", 그리고 "에디터의 추천"이라는 목록이 추가되었다. 구글 관계자는 이것이 사용자들에게 최대한 많은 응용 프로그램을 보여주기 위한 시도라고 말했다.
2012년 3월 6일 안드로이드 마켓의 이름은 구글 플레이로 변경되었다..
2021년 6월 24일 영상, 오디오, 도서 등 콘텐츠 분야에 한정해 수수료를 15% 감면하는 방안을 발표하였다.

## 이용가능한 지역 목록
| 나라/지역             | 유료 앱 및 게임  | 유료 앱 및 게임  | 기기   | 잡지   | 도서   | 영화 & TV | 영화 & TV   | 음악   | 음악      |
| 나라/지역             | 사용자 구매 가능 | 개발자 판매 가능 | 기기   | 잡지   | 도서   | 영화      | TV 프로그램 | 표준   | 올 액세스 |
| --------------------- | ---------------- | ---------------- | ------ | ------ | ------ | --------- | ----------- | ------ | --------- |
| 알바니아              | 예               | 아니요           | 아니요 | 아니요 | 아니요 | 예        | 아니요      | 아니요 | 아니요    |
| 알제리                | 예               | 아니요           | 아니요 | 아니요 | 아니요 | 아니요    | 아니요      | 아니요 | 아니요    |
| 앙골라                | 예               | 아니요           | 아니요 | 아니요 | 아니요 | 예        | 아니요      | 아니요 | 아니요    |
| 앤티가 바부다         | 예               | 아니요           | 아니요 | 아니요 | 아니요 | 예        | 아니요      | 아니요 | 아니요    |
| 아르헨티나            | 예               | 예               | 아니요 | 예     | 예     | 예        | 아니요      | 예     | 예        |
| 아르메니아            | 예               | 아니요           | 아니요 | 아니요 | 아니요 | 예        | 아니요      | 아니요 | 아니요    |
| 아루바                | 예               | 아니요           | 아니요 | 아니요 | 아니요 | 예        | 아니요      | 아니요 | 아니요    |
| 오스트레일리아        | 예               | 예               | 예     | 예     | 예     | 예        | 예          | 예     | 예        |
| 오스트리아            | 예               | 예               | 예     | 예     | 예     | 예        | 예          | 예     | 예        |
| 아제르바이잔          | 예               | 예               | 아니요 | 아니요 | 아니요 | 예        | 아니요      | 아니요 | 아니요    |
| 바하마                | 예               | 아니요           | 아니요 | 아니요 | 아니요 | 아니요    | 아니요      | 아니요 | 아니요    |
| 바레인                | 예               | 예               | 아니요 | 예     | 예     | 예        | 아니요      | 아니요 | 아니요    |
| 방글라데시            | 예               | 예               | 아니요 | 아니요 | 아니요 | 아니요    | 아니요      | 아니요 | 아니요    |
| 벨라루스              | 예               | 예               | 아니요 | 아니요 | 예     | 예        | 아니요      | 예     | 예        |
| 벨기에                | 예               | 예               | 예     | 예     | 예     | 예        | 아니요      | 예     | 예        |
| 벨리즈                | 예               | 아니요           | 아니요 | 아니요 | 아니요 | 예        | 아니요      | 아니요 | 아니요    |
| 베냉                  | 예               | 아니요           | 아니요 | 아니요 | 아니요 | 예        | 아니요      | 아니요 | 아니요    |
| 볼리비아              | 예               | 예               | 아니요 | 아니요 | 예     | 예        | 아니요      | 예     | 예        |
| 보스니아 헤르체고비나 | 예               | 아니요           | 아니요 | 아니요 | 아니요 | 예        | 아니요      | 예     | 예        |
| 보츠와나              | 예               | 아니요           | 아니요 | 아니요 | 아니요 | 예        | 아니요      | 아니요 | 아니요    |
| 브라질                | 예               | 예               | 예     | 예     | 예     | 예        | 아니요      | 예     | 예        |
| 불가리아              | 예               | 예               | 아니요 | 아니요 | 아니요 | 아니요    | 아니요      | 예     | 예        |
| 부르키나파소          | 예               | 아니요           | 아니요 | 아니요 | 아니요 | 예        | 아니요      | 아니요 | 아니요    |
| 캄보디아              | 예               | 아니요           | 아니요 | 아니요 | 아니요 | 예        | 아니요      | 아니요 | 아니요    |
| 카메룬                | 예               | 아니요           | 아니요 | 아니요 | 아니요 | 아니요    | 아니요      | 아니요 | 아니요    |
| 캐나다                | 예               | 예               | 예     | 예     | 예     | 예        | 예          | 예     | 예        |
| 카보베르데            | 예               | 아니요           | 아니요 | 아니요 | 아니요 | 예        | 아니요      | 아니요 | 아니요    |
| 칠레                  | 예               | 예               | 아니요 | 예     | 예     | 예        | 아니요      | 예     | 예        |
| 중국                  | 아니요           | 예               | 아니요 | 아니요 | 아니요 | 아니요    | 아니요      | 아니요 | 아니요    |
| 콜롬비아              | 예               | 예               | 아니요 | 예     | 예     | 예        | 아니요      | 예     | 예        |
| 코스타리카            | 예               | 예               | 아니요 | 아니요 | 예     | 예        | 아니요      | 예     | 예        |
| 크로아티아            | 예               | 아니요           | 아니요 | 아니요 | 아니요 | 예        | 아니요      | 예     | 예        |
| 키프로스              | 예               | 예               | 아니요 | 아니요 | 아니요 | 예        | 아니요      | 예     | 예        |
| 체코                  | 예               | 예               | 아니요 | 아니요 | 예     | 예        | 아니요      | 예     | 예        |
| 덴마크                | 예               | 예               | 예     | 아니요 | 예     | 예        | 아니요      | 예     | 예        |
| 도미니카 공화국       | 예               | 예               | 아니요 | 아니요 | 예     | 예        | 아니요      | 예     | 예        |
| 에콰도르              | 예               | 아니요           | 아니요 | 아니요 | 예     | 예        | 아니요      | 예     | 예        |
| 이집트                | 예               | 예               | 아니요 | 예     | 예     | 예        | 아니요      | 아니요 | 아니요    |
| 엘살바도르            | 예               | 아니요           | 아니요 | 아니요 | 예     | 예        | 아니요      | 예     | 예        |
| 에스토니아            | 예               | 예               | 아니요 | 아니요 | 예     | 예        | 아니요      | 예     | 예        |
| 피지                  | 예               | 아니요           | 아니요 | 아니요 | 아니요 | 예        | 아니요      | 아니요 | 아니요    |
| 핀란드                | 예               | 예               | 예     | 아니요 | 예     | 예        | 아니요      | 예     | 예        |
| 프랑스                | 예               | 예               | 예     | 예     | 예     | 예        | 예          | 예     | 예        |
| 가봉                  | 예               | 아니요           | 아니요 | 아니요 | 아니요 | 예        | 아니요      | 아니요 | 아니요    |
| 독일                  | 예               | 예               | 예     | 예     | 예     | 예        | 예          | 예     | 예        |
| 가나                  | 예               | 아니요           | 아니요 | 아니요 | 아니요 | 아니요    | 아니요      | 아니요 | 아니요    |
| 그리스                | 예               | 예               | 아니요 | 아니요 | 예     | 예        | 아니요      | 예     | 예        |
| 과테말라              | 예               | 아니요           | 아니요 | 아니요 | 예     | 예        | 아니요      | 예     | 예        |
| 기니비사우            | 예               | 아니요           | 아니요 | 아니요 | 아니요 | 아니요    | 아니요      | 아니요 | 아니요    |
| 아이티                | 예               | 아니요           | 아니요 | 아니요 | 아니요 | 예        | 아니요      | 아니요 | 아니요    |
| 온두라스              | 예               | 예               | 아니요 | 아니요 | 예     | 예        | 아니요      | 예     | 예        |
| 홍콩                  | 예               | 예               | 예     | 아니요 | 예     | 예        | 아니요      | 아니요 | 아니요    |
| 헝가리                | 예               | 예               | 아니요 | 아니요 | 예     | 예        | 아니요      | 예     | 예        |
| 아이슬란드            | 예               | 예               | 아니요 | 아니요 | 아니요 | 예        | 아니요      | 예     | 예        |
| 인도                  | 예               | 예               | 예     | 예     | 예     | 예        | 아니요      | 예     | 예        |
| 인도네시아            | 예               | 예               | 예     | 예     | 예     | 예        | 아니요      | 아니요 | 아니요    |
| 아일랜드              | 예               | 예               | 예     | 예     | 예     | 예        | 아니요      | 예     | 예        |
| 이스라엘              | 예               | 예               | 아니요 | 아니요 | 아니요 | 아니요    | 아니요      | 아니요 | 아니요    |
| 이탈리아              | 예               | 예               | 예     | 예     | 예     | 예        | 아니요      | 예     | 예        |
| 코트디부아르          | 예               | 아니요           | 아니요 | 아니요 | 아니요 | 예        | 아니요      | 아니요 | 아니요    |
| 자메이카              | 예               | 예               | 아니요 | 아니요 | 아니요 | 예        | 아니요      | 아니요 | 아니요    |
| 일본                  | 예               | 예               | 예     | 예     | 예     | 예        | 예          | 예     | 예        |
| 요르단                | 예               | 아니요           | 아니요 | 예     | 예     | 예        | 아니요      | 아니요 | 아니요    |
| 카자흐스탄            | 예               | 예               | 아니요 | 아니요 | 예     | 예        | 아니요      | 아니요 | 아니요    |
| 케냐                  | 예               | 아니요           | 아니요 | 아니요 | 아니요 | 아니요    | 아니요      | 아니요 | 아니요    |
| 쿠웨이트              | 예               | 예               | 아니요 | 예     | 예     | 예        | 아니요      | 아니요 | 아니요    |
| 키르기스스탄          | 예               | 아니요           | 아니요 | 아니요 | 예     | 예        | 아니요      | 아니요 | 아니요    |
| 라오스                | 예               | 아니요           | 아니요 | 아니요 | 아니요 | 예        | 아니요      | 아니요 | 아니요    |
| 라트비아              | 예               | 예               | 아니요 | 아니요 | 예     | 예        | 아니요      | 예     | 예        |
| 레바논                | 예               | 아니요           | 아니요 | 예     | 예     | 예        | 아니요      | 아니요 | 아니요    |
| 리히텐슈타인          | 예               | 아니요           | 아니요 | 아니요 | 아니요 | 아니요    | 아니요      | 예     | 예        |
| 리투아니아            | 예               | 예               | 아니요 | 아니요 | 예     | 예        | 아니요      | 예     | 예        |
| 룩셈부르크            | 예               | 예               | 아니요 | 아니요 | 예     | 예        | 아니요      | 예     | 예        |
| 마카오                | 예               | 아니요           | 아니요 | 아니요 | 아니요 | 아니요    | 아니요      | 아니요 | 아니요    |
| 북마케도니아          | 예               | 아니요           | 아니요 | 아니요 | 아니요 | 예        | 아니요      | 예     | 예        |
| 말레이시아            | 예               | 예               | 예     | 예     | 예     | 예        | 아니요      | 아니요 | 아니요    |
| 말리                  | 예               | 아니요           | 아니요 | 아니요 | 아니요 | 예        | 아니요      | 아니요 | 아니요    |
| 몰타                  | 예               | 예               | 아니요 | 아니요 | 아니요 | 예        | 아니요      | 예     | 예        |
| 모리셔스              | 예               | 아니요           | 아니요 | 아니요 | 아니요 | 예        | 아니요      | 아니요 | 아니요    |
| 멕시코                | 예               | 예               | 예     | 예     | 예     | 예        | 아니요      | 예     | 예        |
| 몰도바                | 예               | 아니요           | 아니요 | 아니요 | 아니요 | 예        | 아니요      | 아니요 | 아니요    |
| 모로코                | 예               | 아니요           | 아니요 | 아니요 | 아니요 | 아니요    | 아니요      | 아니요 | 아니요    |
| 모잠비크              | 예               | 아니요           | 아니요 | 아니요 | 아니요 | 아니요    | 아니요      | 아니요 | 아니요    |
| 나미비아              | 예               | 아니요           | 아니요 | 아니요 | 아니요 | 예        | 아니요      | 아니요 | 아니요    |
| 네팔                  | 예               | 예               | 아니요 | 아니요 | 아니요 | 예        | 아니요      | 아니요 | 아니요    |
| 네덜란드              | 예               | 예               | 예     | 예     | 예     | 예        | 아니요      | 예     | 예        |
| 네덜란드령 안틸레스   | 예               | 아니요           | 아니요 | 아니요 | 아니요 | 아니요    | 아니요      | 아니요 | 아니요    |
| 뉴질랜드              | 예               | 예               | 예     | 아니요 | 예     | 예        | 아니요      | 예     | 예        |
| 니카라과              | 예               | 아니요           | 아니요 | 아니요 | 예     | 예        | 아니요      | 예     | 예        |
| 니제르                | 예               | 아니요           | 아니요 | 아니요 | 아니요 | 예        | 아니요      | 아니요 | 아니요    |
| 나이지리아            | 예               | 예               | 아니요 | 아니요 | 아니요 | 아니요    | 아니요      | 아니요 | 아니요    |
| 노르웨이              | 예               | 예               | 예     | 아니요 | 예     | 예        | 아니요      | 예     | 예        |
| 오만                  | 예               | 아니요           | 아니요 | 예     | 예     | 예        | 아니요      | 아니요 | 아니요    |
| 파키스탄              | 예               | 예               | 아니요 | 아니요 | 아니요 | 아니요    | 아니요      | 아니요 | 아니요    |
| 파나마                | 예               | 예               | 아니요 | 아니요 | 예     | 예        | 아니요      | 예     | 예        |
| 파푸아뉴기니          | 예               | 아니요           | 아니요 | 아니요 | 아니요 | 예        | 아니요      | 아니요 | 아니요    |
| 파라과이              | 예               | 아니요           | 아니요 | 아니요 | 예     | 예        | 아니요      | 예     | 예        |
| 페루                  | 예               | 예               | 아니요 | 예     | 예     | 예        | 아니요      | 예     | 예        |
| 필리핀                | 예               | 예               | 예     | 예     | 예     | 예        | 아니요      | 아니요 | 아니요    |
| 폴란드                | 예               | 예               | 아니요 | 예     | 예     | 예        | 아니요      | 예     | 예        |
| 포르투갈              | 예               | 예               | 예     | 아니요 | 예     | 예        | 아니요      | 예     | 예        |
| 카타르                | 예               | 아니요           | 아니요 | 예     | 예     | 예        | 아니요      | 아니요 | 아니요    |
| 루마니아              | 예               | 예               | 아니요 | 아니요 | 예     | 아니요    | 아니요      | 예     | 예        |
| 러시아                | 예               | 예               | 아니요 | 예     | 예     | 예        | 아니요      | 예     | 예        |
| 르완다                | 예               | 아니요           | 아니요 | 아니요 | 아니요 | 예        | 아니요      | 아니요 | 아니요    |
| 사우디아라비아        | 예               | 예               | 아니요 | 예     | 예     | 예        | 아니요      | 아니요 | 아니요    |
| 세네갈                | 예               | 아니요           | 아니요 | 아니요 | 아니요 | 예        | 아니요      | 아니요 | 아니요    |
| 세르비아              | 예               | 아니요           | 아니요 | 아니요 | 아니요 | 아니요    | 아니요      | 예     | 예        |
| 싱가포르              | 예               | 예               | 예     | 아니요 | 예     | 예        | 아니요      | 아니요 | 아니요    |
| 슬로바키아            | 예               | 예               | 아니요 | 아니요 | 예     | 예        | 아니요      | 예     | 예        |
| 슬로베니아            | 예               | 아니요           | 아니요 | 아니요 | 아니요 | 예        | 아니요      | 예     | 예        |
| 남아프리카 공화국     | 예               | 아니요           | 아니요 | 아니요 | 예     | 예        | 아니요      | 예     | 예        |
| 대한민국              | 예               | 예               | 예     | 예     | 예     | 예        | 아니요      | 아니요 | 아니요    |
| 스페인                | 예               | 예               | 예     | 예     | 예     | 예        | 아니요      | 예     | 예        |
| 스리랑카              | 예               | 아니요           | 아니요 | 아니요 | 아니요 | 예        | 아니요      | 아니요 | 아니요    |
| 스웨덴                | 예               | 예               | 예     | 아니요 | 예     | 예        | 아니요      | 예     | 예        |
| 스위스                | 예               | 예               | 예     | 아니요 | 예     | 예        | 예          | 예     | 예        |
| 대만                  | 예               | 예               | 예     | 예     | 예     | 예        | 아니요      | 아니요 | 아니요    |
| 타지키스탄            | 예               | 아니요           | 아니요 | 아니요 | 아니요 | 예        | 아니요      | 아니요 | 아니요    |
| 탄자니아              | 예               | 아니요           | 아니요 | 아니요 | 아니요 | 예        | 아니요      | 아니요 | 아니요    |
| 태국                  | 예               | 예               | 예     | 예     | 예     | 예        | 아니요      | 아니요 | 아니요    |
| 토고                  | 예               | 아니요           | 아니요 | 아니요 | 아니요 | 예        | 아니요      | 아니요 | 아니요    |
| 트리니다드 토바고     | 예               | 아니요           | 아니요 | 아니요 | 아니요 | 예        | 아니요      | 아니요 | 아니요    |
| 튀니지                | 예               | 아니요           | 아니요 | 아니요 | 아니요 | 아니요    | 아니요      | 아니요 | 아니요    |
| 튀르키예              | 예               | 예               | 아니요 | 예     | 예     | 예        | 아니요      | 아니요 | 아니요    |
| 투르크메니스탄        | 예               | 아니요           | 아니요 | 아니요 | 아니요 | 예        | 아니요      | 아니요 | 아니요    |
| 우간다                | 예               | 아니요           | 아니요 | 아니요 | 아니요 | 예        | 아니요      | 아니요 | 아니요    |
| 우크라이나            | 예               | 예               | 아니요 | 예     | 예     | 예        | 아니요      | 예     | 예        |
| 아랍에미리트          | 예               | 예               | 아니요 | 예     | 예     | 예        | 아니요      | 아니요 | 아니요    |
| 영국                  | 예               | 예               | 예     | 예     | 예     | 예        | 예          | 예     | 예        |
| 미국                  | 예               | 예               | 예     | 예     | 예     | 예        | 예          | 예     | 예        |
| 우루과이              | 예               | 아니요           | 아니요 | 아니요 | 예     | 예        | 아니요      | 예     | 예        |
| 우즈베키스탄          | 예               | 아니요           | 아니요 | 아니요 | 예     | 예        | 아니요      | 아니요 | 아니요    |
| 베네수엘라            | 예               | 아니요           | 아니요 | 아니요 | 예     | 예        | 아니요      | 예     | 예        |
| 베트남                | 예               | 예               | 아니요 | 아니요 | 예     | 예        | 아니요      | 아니요 | 아니요    |
| 예멘                  | 예               | 예               | 아니요 | 아니요 | 아니요 | 아니요    | 아니요      | 아니요 | 아니요    |
| 잠비아                | 예               | 아니요           | 아니요 | 아니요 | 아니요 | 예        | 아니요      | 아니요 | 아니요    |
| 짐바브웨              | 예               | 아니요           | 아니요 | 아니요 | 아니요 | 예        | 아니요      | 아니요 | 아니요    |

## 유료 애플리케이션
안드로이드 마켓 초기에는 미국과 영국에서만 유료 애플리케이션의 판매가 가능했다. 2009년 4월 2일, 구글은 한 언론사와의 이메일 인터뷰에서 독일과 오스트리아, 네덜란드, 프랑스, 스페인에도 유료 애플리케이션 판매 시스템을 구축하기 위하여 힘쓰고 있으며, 이들 국가의 판매시스템이 완성되면 다른 국가의 개발자를 위한 판매 시스템에 관한 계획을 발표하겠다고 밝혔다. 그 후에도 계속해서 유료 애플리케이션 판매 가능 국가의 범위가 더욱 확대되고 있다. 또한 구글 체크아웃뿐만 아니라, 각 이통사 과금 시스템과의 연동을 적극적으로 검토하겠다고 밝힌 적이 있으나, 여전히 미국 등 일부 국가를 제외하면 지지부진한 편이다. 이는 안드로이드가 이통사 혹은 그에 준하는 연합체의 외부 오픈 마켓을 허용하고 있어, 굳이 안드로이드 마켓을 위한 과금체계를 추가하고자 하는 의지가 없다는 점도 일부 작용하고 있다. 2011년 8월 10일을 기해 대한민국 안드로이드 마켓 유료 애플리케이션의 원화 제공을 시작하여 달러가 아닌 원으로 결제가 가능해졌다.

### 수익
개발자는 애플리케이션 판매 수익의 70%를 가지고, 나머지 30%는 이동 통신 사업자가 가진다. 구글 플레이에서 얻은 개발자 수익은 구글 체크아웃을 통하여 지급된다. 최근 안드로이드의 최초 이동 통신사였던 T-모바일은 마켓의 수익을 청구서에 직접적으로 표시하는 서비스를 실시하고 있으며, 한국의 통신 3사 역시 휴대폰 결제 서비스를 시행하고 있다.

## 보안
안드로이드 장치들은 서드 파티 개발자들이 배포, 판매하는 애플리케이션을 구글 플레이 또는 기타 애플리케이션 장터에서 사용할 수 있다. 개발자들은 승인만 받으면 즉시 애플리케이션을 배포할 수 있는데, 이때 애플의 앱스토어와는 달리 검열 과정을 거치지 않는다. 애플리케이션을 설치할 때, 구글 플레이는 요구되는 퍼미션(설치 허가 조건)을 보여준다. 사용자는 퍼미션을 보고 애플리케이션을 설치할 것인지를 결정하게 된다. 예를 들어, 게임 애플리케이션은 진동 울림 퍼미션등을 이용할 수 있지만, 메시지 읽기나 주소록 접근 퍼미션은 불필요하므로 사용자가 이를 통해 판단하여 결정한다.
퍼미션의 대표적인 종류는 다음과 같다. :
- 인터넷에 접근
- 전화 걸기
- SMS 전송
- 메모리 카드에 접근
- 주소록에 접근

여러 보안 업체들이 안드로이드 장치의 보안 안전을 위한 애플리케이션을 개발하고 있다. S모바일 시스템즈는 구글 플레이에 등록된 애플리케이션의 20%가 퍼미션을 악의적인 용도로 사용하고 있고, 5%는 사용자의 동의 없이 통화 걸기 기능을 갖고 있다고 발표하였다.